# Nyża w Ździarach
Nyża w Ździarach – jaskinia, a właściwie schronisko, w Dolinie Kościeliskiej w Tatrach Zachodnich. Wejście do niej znajduje się w ścianach Zdziarów, w południowej ich części, na wysokości 1600 metrów n.p.m. Jaskinia jest pozioma, a jej długość wynosi 5 metrów.

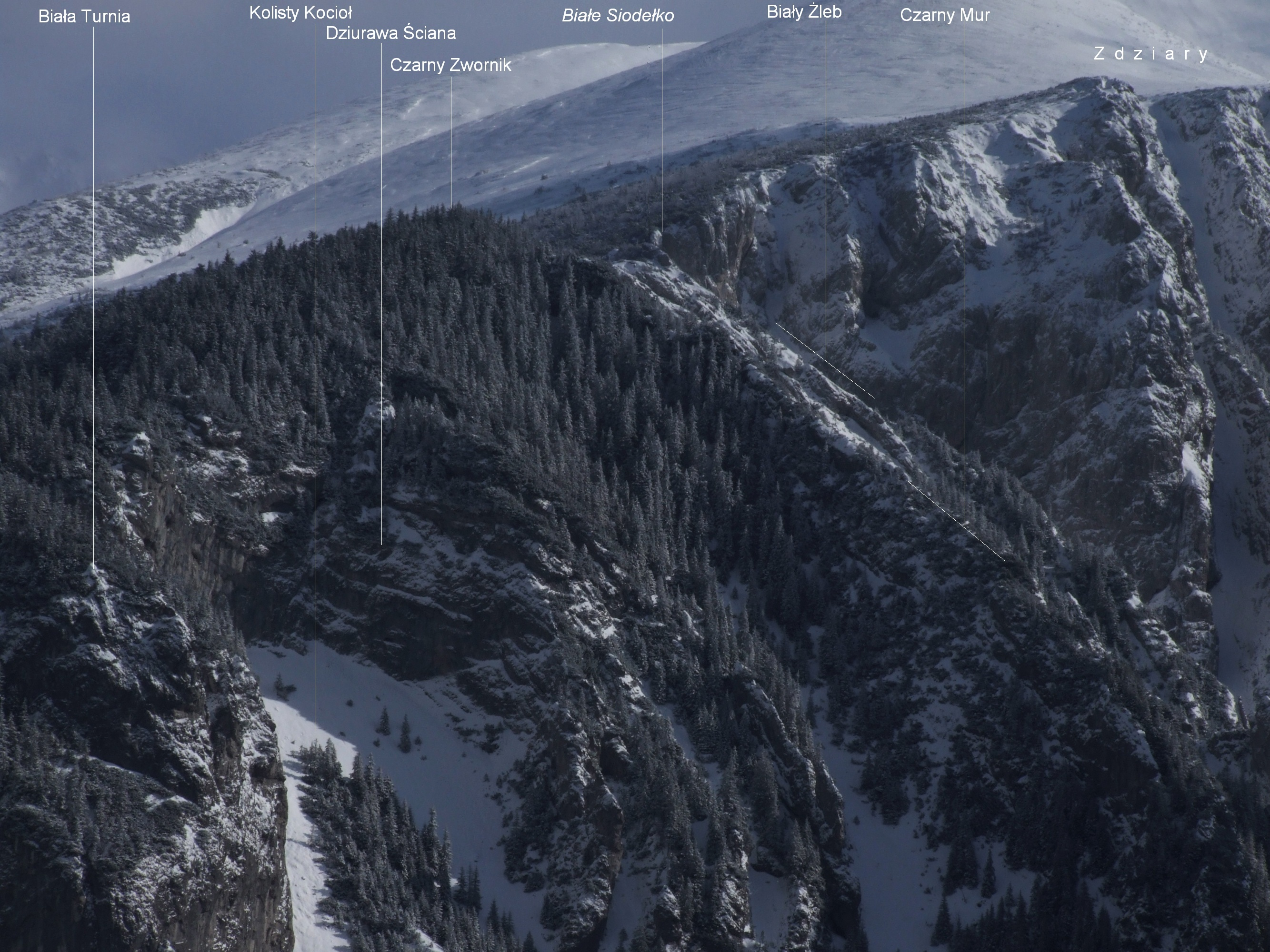
Na prawo ściany Zdziarów

## Opis jaskini
Jaskinię stanowi niewielka sala o płaskim dnie do której prowadzi otwór wejściowy z niskim okapem.

## Przyroda
W jaskini brak jest nacieków. Ściany są suche.

## Historia odkryć
Brak jest danych o odkrywcach jaskini. Jej plan i opis sporządziła I. Luty przy współpracy M. Tomaszka w 1993 roku.